# Willem Hondius

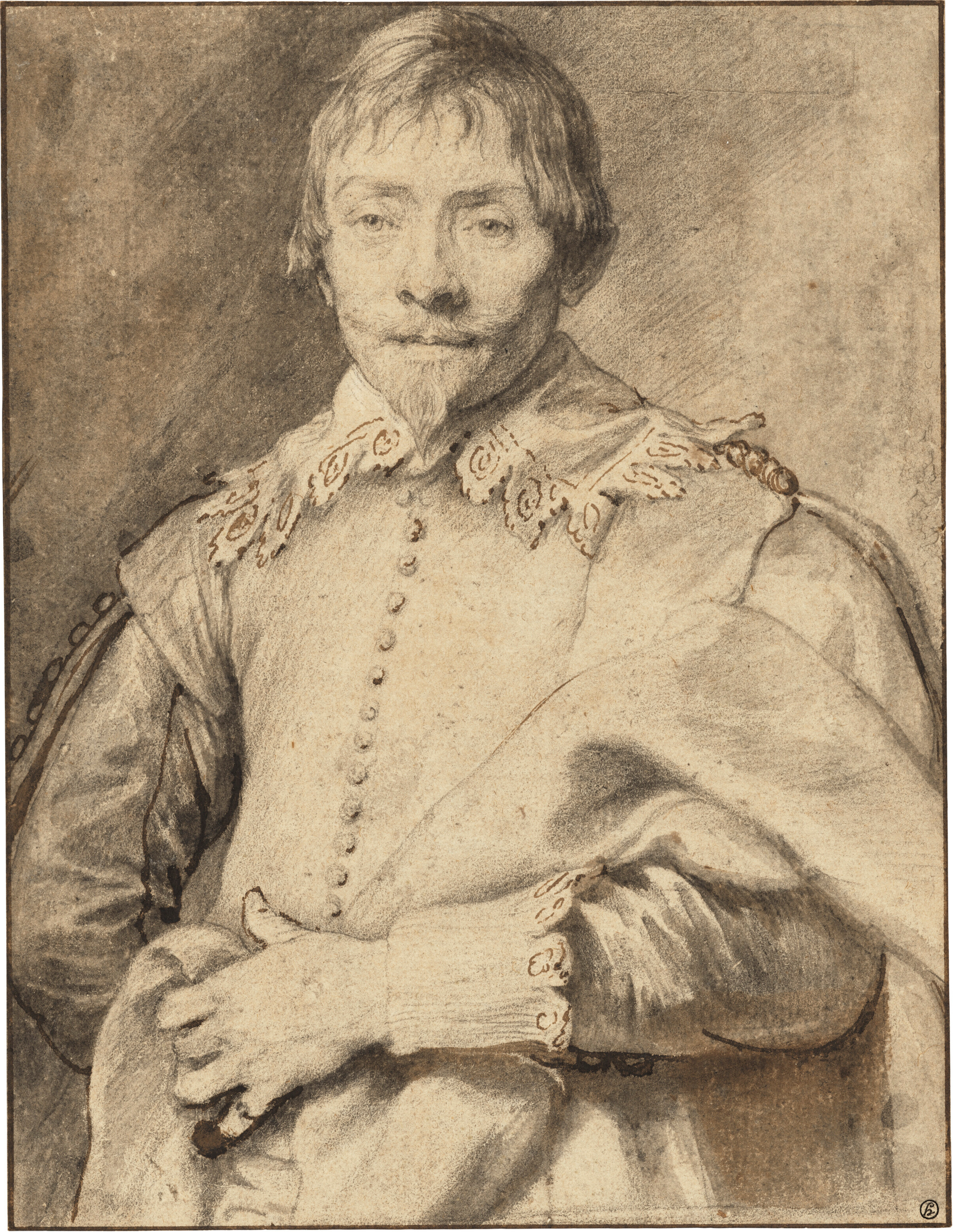
Porträt von Willem Hondius, Zeichnung von Anton van Dyck

Willem Hondius (* 1597 in Den Haag; † 1652 oder 1658 in den Niederlanden, eigentlich d’Hondt oder auch de Hondt, in Polen als Wilhelm Hondius (oder Hondiusz) bekannt) war ein niederländischer Zeichner, Kupferstecher und Kartograf. Er entstammte einer bekannten Amsterdamer Künstlerfamilie, die ein renommiertes Verlagshaus besaß. Seine Eltern waren Henrik d. Ä. (1573–1650) und Sara Jansz.

## Leben
Die Ausbildung zum Zeichner und Kartograf bekam er im Verlag seines Vaters Henrik, und Schülers von Johan Wierix.
Eine verwandtschaftliche Beziehung zur Familie des Jodocus Hondius und dessen Sohn Henricus Hondius ist nicht gesichert.
Bereits in den Niederlanden erhielt er den Titel des Stechers der Generalstaaten, wo er als Mitarbeiter von Anthonis van Dyck an den Porträts der Mitglieder des niederländischen Hofes mitwirkte. Er lebte seit 1636 in Danzig in Preußen und wohl zeitweise auch in Warschau, Polen, wo er zum Kupferstecher am Hofe der Könige Władysław IV. Wasa und Jan Kazimierz wurde. Der König verlieh ihm für 30 Jahre den Titel Chalcographus privilegatus.
Willem Hondius ging vor seinem Tode in seine Heimat zurück und starb im Jahr 1652 (oder nach anderen Angaben 1658).
Er war zweimal verheiratet. Die erste Ehe schloss er im Jahr 1632 in Den Haag mit Kornelia van den Enden, die zweite im Jahr 1646 in Danzig mit Anna Mackensen, Tochter eines Goldschmiedes.

## Werk

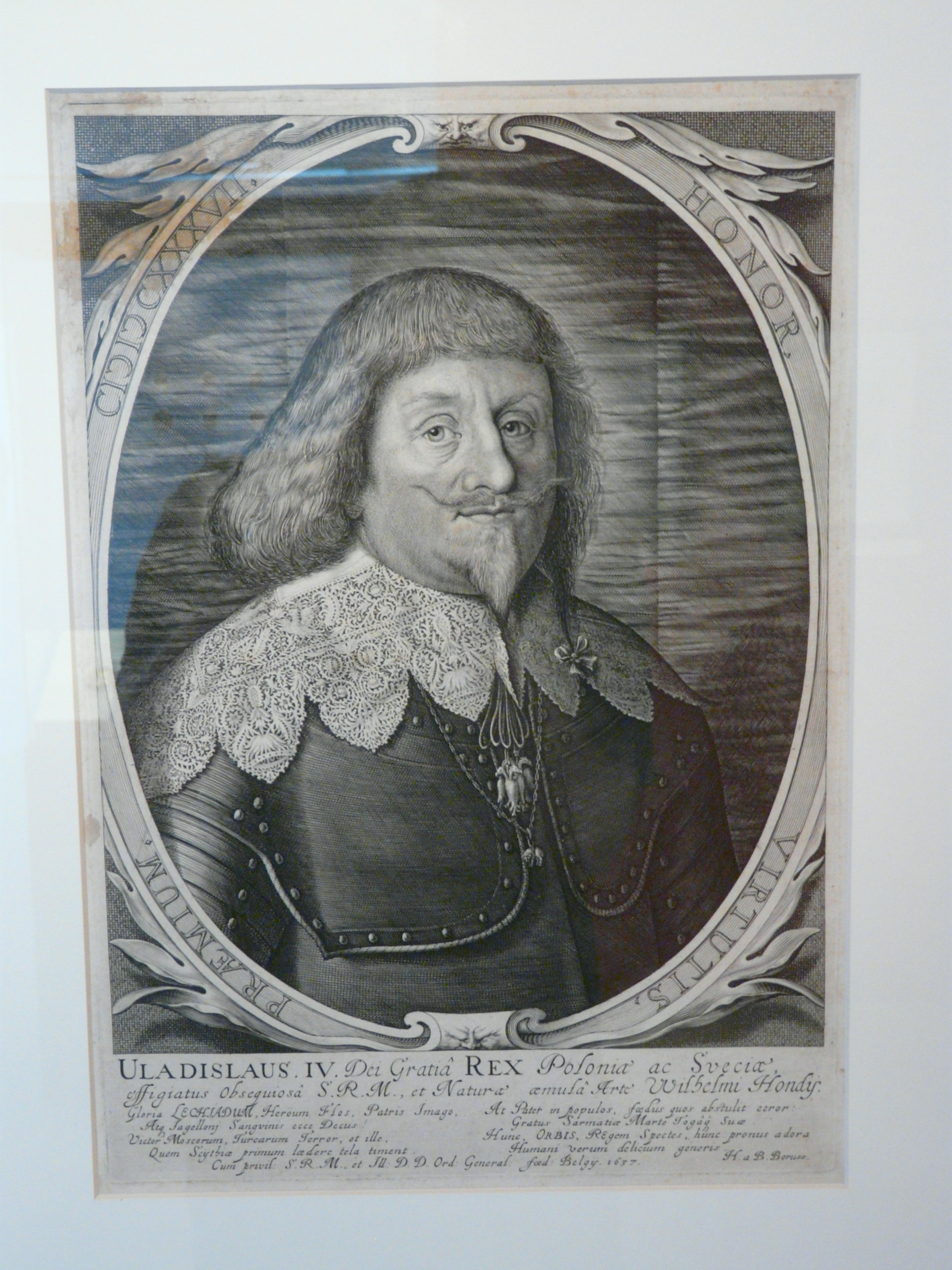
Eines der Porträts von Władysław IV. Wasa

Willem Hondius schuf acht Porträts von Władysław IV. Wasa, weitere von Jan Kazimierz sowie von Cäcilia Renata und Louise Maria Gonzaga und von zahlreichen Danziger Patriziern.
In der Kartografie brachte ihm der Plan des Entsatzes bei Smolensk 1633–1634, angefertigt nach der Zeichnung von Jan Pleitner, den Ruhm. Die 16 gestochenen Platten wurden künstlerisch wertvoll verziert und enthielten auch Szenen aus dem Soldatenleben. Von ihm stammt der Plan von Wieliczka und die Ansichten der dortigen Salzgrube (7 Platten, 1645), angefertigt nach einer Zeichnung von Martin German. Hondius stach die Ansichten der Danziger Fortifikationen (1644) und des aus dem Anlass der Königshochzeit erbauten Danzigers Triumphbogens (1646). 
Für das Werk „Selenographia sive Lunae Descriptio“ von Johannes Hevelius (1647) fertigte er die astronomischen Tafeln und für das Werk „Bellum Scythico-cosacicum“ von Joachim Pastorius von Hirtenberg (1611–1681) das Titelblatt (verlegt bei Förster in Danzig 1652) an. Hondius befand sich in den Truppen von Janusz Radziwiłł, die im August 1651 im Zuge der Kosakenkriege Kiew eroberten. Von Hondius stammt das allererste Porträt des bekannten Kosakenführers Bohdan Chmielnicki, das zur Grundlage aller dessen Abbildungen wurde.
Unvollendet blieb das Werk „Atlante Polonico“ (auch: „Theatrum Poloniae“) zu dem das Material u. a. der in der Ukraine stationierte französische Militäringenieur Guillaume le Vasseur de Beauplan lieferte. Für „Atlante“ stach Hondius 20 Platten, von denen 11 in der Danziger Stadtbibliothek 1952 aufgefunden wurden. Das Ziel des Vorhabens war es, Polen-Litauen zu vermessen und das Ergebnis als Atlas zu verlegen. Zu diesem Vorhaben existieren kaum Informationen, weil die Dokumentation weitgehend verloren ging. Das Büro befand sich vermutlich in Warschau. Von Hondius wurden auch die erste Landkarten der Ukraine als Kupferstiche (8 Platten) gestochen 1648–1650.
Insgesamt stach Hondius etwa 180 Platten, von denen ein Teil verloren ging. Die meisten erhaltenen Platten befinden sich in Krakau. Zerstört während des Zweiten Weltkrieges wurden seine Zeichnungen aus der Sammlung in Danzig.